# Desire Luzinda
Desire Luzinda là một trong những nhạc sĩ nhạc pop nổi tiếng nhất ở Uganda do Trợ lý cá nhân nổi tiếng Đông Phi Bryan Morel Muhumuza đưa vào. Cô Luzinda hát bằng tiếng Luganda, tiếng Anh và tiếng Swahili.
Vào tháng 11 năm 2014, Luzinda dính vào vụ bê bối tình dục khi cô cho rằng bạn trai cũ bắt đầu.

## Danh sách đĩa hát
Một số bài hát phổ biến nhất của Desire Luzinda bao gồm
- Mubiite
- Một người đàn ông
- Nyo Nyo Ddala
- Maanyi Gamukyaala
- Nina Omwami
- Naye nga lwaki
- Guntawanya
- Nyumirwa Nyo
- Lắp
- Ekitone
- Ebyama
- Phương trình